# ミスティック・リバー
『ミスティック・リバー』（Mystic River）は、2003年のアメリカ合衆国の映画。クリント・イーストウッド監督・製作・音楽。アメリカ合衆国の作家デニス・ルヘイン作の同名のミステリー小説（日本語版はハヤカワ文庫）を原作としている。題名はマサチューセッツ州を流れる実在の川である。

## 概要
『許されざる者』『マディソン郡の橋』『スペース カウボーイ』など、90年代に数々の名作を世に送り出してきたイーストウッド監督による重厚なサスペンス・ドラマ。
1つの殺人事件を通して四半世紀振りに再会した、ある過去を持つ幼馴染の3人の男性の運命を描く。それぞれに交錯する嘘や疑いが、事件を思わぬ方向へと発展させてしまう描写が高く評価され、第76回アカデミー賞で作品賞を始めとした6部門にノミネートされ、ショーン・ペンが主演男優賞、ティム・ロビンスが助演男優賞をそれぞれ獲得した。

## あらすじ
ボストン近郊のミスティック河沿いにある小さな町、イーストバッキンガム。犯罪稼業から足を洗い雑貨店を営むジミーと、妻子と慎ましく暮らすデイヴ、そして州警察刑事のショーンの3人は、今は特に親しい仲ではないが、少年時代を共に過ごした同い年の幼馴染である。近所の道路脇には、乾きかけのセメントに3人が名前を刻んだイタズラ書きが今も残っている。彼らが11歳のとき、デイヴが見ず知らずの大人に誘拐され、性的暴力を受けたのを境に、3人は疎遠になっていた。
25年後のある日、ジミーの愛娘ケイティーが射殺体となって発見され、殺人課のショーンが担当となる。ケイティーが、駆け落ちしてラスベガスで結婚する計画だったことを知るショーン。相手はブレンダン・ハリスだが、ケイティーの父のジミーは、ハリス家を毛嫌いしていた。
ケイティーが駆け落ち前夜に女友達たちと「お別れ会」で騒いでいたバーには、デイブも来ていた。デイブに話を聞き、右手に怪我をしていることを怪しむショーン。
弾道検査の結果、ケイティーを撃った銃は、過去に酒店襲撃で使われたものと判明した。強盗事件は未解決だが、酒店の店主は、しばらく前に解雇し今は失踪中のレイ・ハリスが犯人だと確信していた。右手に怪我のあるデイブが、レイの銃を買ったのではと疑い。デイブを警察署に連行して事情聴取するショーンら刑事たち。
レイ・ハリスは犯罪者だが、最後は収監されることなく罪を免れた。司法取引で仲間を売って罪を軽減されたと察するショーン。更に、ジミーがレイの犯罪者仲間だったことも判明した。レイは、ジミーの出所の2ヶ月後に失踪していた。
デイヴは今も少年時代の事件のトラウマで情緒不安定な男だった。事件当日の深夜に血まみれで帰宅したデイブに疑念を隠しきれない妻のセレステ。誰かに右手の怪我について質問される度に、違う言い訳をするデイブ。恐怖心の虜となったセレステは、ジミーに夫が犯人だと思うと告白する。
真夜中にデイブをミスティック河の岸辺に呼び出し、問い詰めるジミー。かつてこの場所で、自分を司法に売ったレイ・ハリスも殺したと話すジミー。デイブは、自分が殴り殺したのは、車で少年に悪戯をしていた子供性愛者だと主張したが、ジミーは信じず、娘を殺したと自白させてデイヴを殺し、ミスティック河に沈める。
翌朝、ジミーに犯人逮捕を告げに来るショーン。真犯人はブレンダンの弟と、その友人の少年だった。家に父親の銃が隠されているのを見つけた少年たちは、夜中に持ち出して遊び、それをケイティーに目撃された。脅すつもりが誤って撃ってしまい、逃げたケイティーを口封じで殺したのだ。デイヴが殴り殺したという男の死体も発見された。
レイ・ハリスとデイブの失踪は、共にジミーの仕業と確信するショーン。だが、証拠は皆無だった。デイブ殺しを後悔し涙するジミー。妻のアナベルは家族への愛ゆえだと夫を鼓舞し、日常生活に連れ戻した。
独立記念日のパレードの見物中に顔を合わせるジミーとショーン。指で銃を撃つ仕草をするショーンに、ジミーは何のことやらと肩をすくめて見せた。

## キャスト
| 役名                     | 俳優                           | 日本語吹替     |
| ------------------------ | ------------------------------ | -------------- |
| ジミー・マーカム         | ショーン・ペン                 | 山路和弘       |
| デイブ・ボイル           | ティム・ロビンス               | てらそままさき |
| ショーン・ディバイン     | ケヴィン・ベーコン             | 咲野俊介       |
| ホワイティ・パワーズ     | ローレンス・フィッシュバーン   | 石塚運昇       |
| セレステ・ボイル         | マーシャ・ゲイ・ハーデン       | 金沢映子       |
| アナベス・マーカム       | ローラ・リニー                 | 山像かおり     |
| ケイティ・マーカム       | エミー・ロッサム               | 幸田夏穂       |
| ブレンダン・ハリス       | トム・グイリー                 | 竹若拓磨       |
| レイ・ハリス             | スペンサー・トリート・クラーク | セリフなし     |
| ジョン・オシェイ         | アンドリュー・マッキン         | 矢薙直樹       |
| マイケル・ボイル         | ケイデン・ボイド               | よのひかり     |
| バル・サベッジ           | ケヴィン・チャップマン         | 北川勝博       |
| ニック・サベッジ         | アダム・ネルソン               | 田中正彦       |
| ジミーの父               | Ｔ・ブルース・ペイジ           | 大塚周夫       |
| 酒屋の老店主（ルーニー） | イーライ・ウォラック           | 平野稔         |
| ピート                   | ジョナサン・トーゴ             | 加瀬康之       |
| エスター・ハリス         | ジェニー・オハラ               | 巴菁子         |
| バーデンFBI捜査官        | ウィル・ライマン               | 有本欽隆       |
| ジミー（少年時代）       | ジェイソン・ケリー             | 入野自由       |
| デイヴ（少年時代）       | キャメロン・ボウエン           | 小野賢章       |
| ショーン（少年時代）     | コナー・パオロ                 | 小林良也       |

## 評価
レビュー・アグリゲーターのRotten Tomatoesでは207件のレビューで支持率は88%、平均点は7.80/10となった。Metacriticでは42件のレビューを基に加重平均値が84/100となった。

## 賞歴
- 第56回カンヌ国際映画祭
  - コンペティション部門正式出品
- 第76回アカデミー賞
  - 受賞 - 主演男優賞（ショーン・ペン）、助演男優賞（ティム・ロビンス）
  - 候補 - 作品賞（ロバート・ロレンツ、ジュディ・G・ホイト、クリント・イーストウッド）、監督賞（クリント・イーストウッド）、助演女優賞（マーシャ・ゲイ・ハーデン）、脚色賞（ブライアン・ヘルゲランド）
- 第61回ゴールデングローブ賞
  - 受賞 - 主演男優賞映画ドラマ部門（ショーン・ペン）、助演男優賞映画部門（ティム・ロビンス）
  - 候補 - 作品賞/ドラマ映画部門、監督賞/映画部門（クリント・イーストウッド）、脚本賞/映画部門（ブライアン・ヘルゲランド）
- 第38回全米映画批評家協会賞
  - 監督賞（クリント・イーストウッド）
- 第77回キネマ旬報賞
  - 委員選出外国語映画第1位／監督賞、読者選出外国語映画第1位／監督賞

## DVD
- 『ミスティック・リバー 特別編』- 特典ディスクには映画化への経緯や監督、出演者へのインタビュー、オリジナル劇場予告編が収録されている。日本版の発売日は2004年7月9日。